# Глейшер (національний парк, Канада)
Національний парк Глейшер (англ. Glacier Highlands National Park, фр. Parc national des Glaciers) — національний парк Канади, заснований в 1886 році, у провінції Британська Колумбія. Парк розташований на схід від містечка Ривелстоук і має площу 1349 км².
У парку є історичний перевал Роджерс-Пас, льодовики і гори. Із десятка гір висотою від 2 600 до 3 390 метрів. Серед них:
- Герміт-Рейндж (англ. Hermit Range)
- Боні-енд-Босток-Групс (англ. Bonney and Bostock Groups)
- Ван-Горн-Рейндж (англ. Van Horne Range)
- П'юріті-Рейндж (англ. Purity Range)
- Доусон-Рейндж (англ. Dawson Range)
- Сер-Доналд-Рейндж (англ. Sir Donald Range)

## Клімат
| Клімат гори Маунт-Фіделіті | Клімат гори Маунт-Фіделіті | Клімат гори Маунт-Фіделіті | Клімат гори Маунт-Фіделіті | Клімат гори Маунт-Фіделіті | Клімат гори Маунт-Фіделіті | Клімат гори Маунт-Фіделіті | Клімат гори Маунт-Фіделіті | Клімат гори Маунт-Фіделіті | Клімат гори Маунт-Фіделіті | Клімат гори Маунт-Фіделіті | Клімат гори Маунт-Фіделіті | Клімат гори Маунт-Фіделіті | Клімат гори Маунт-Фіделіті |
| Показник                   | Січ.                       | Лют.                       | Бер.                       | Квіт.                      | Трав.                      | Черв.                      | Лип.                       | Серп.                      | Вер.                       | Жовт.                      | Лист.                      | Груд.                      | Рік                        |
| Абсолютний максимум, °C    | 5                          | 8,9                        | 12,5                       | 17,2                       | 21,5                       | 24,5                       | 27                         | 27,8                       | 24                         | 20                         | 9,5                        | 8                          | 27,8                       |
| Середній максимум, °C      | −5,7                       | −4,3                       | −1,1                       | 3,3                        | 7,6                        | 11                         | 15,2                       | 15,6                       | 10,4                       | 3                          | −3,5                       | −6,6                       | 3,7                        |
| Середня температура, °C    | −8,1                       | −7,2                       | −4,3                       | −0,2                       | 4,1                        | 7,4                        | 11                         | 11,2                       | 6,7                        | 0,2                        | −5,8                       | −9                         | 0,5                        |
| Середній мінімум, °C       | −10,6                      | −10                        | −7,5                       | −3,7                       | 0,6                        | 3,7                        | 6,7                        | 6,8                        | 2,9                        | −2,6                       | −8,1                       | −11,4                      | −2,8                       |
| Абсолютний мінімум, °C     | −29,5                      | −33,5                      | −26,1                      | −16,7                      | −10                        | −5,5                       | −2                         | −3                         | −11,7                      | −25,5                      | −32                        | −31                        | −33,5                      |
| Норма опадів, мм           | 265                        | 180.3                      | 173.1                      | 128.3                      | 110                        | 134.7                      | 125.1                      | 119.5                      | 115.1                      | 197.6                      | 257.5                      | 231.6                      | 2037.7                     |
| Днів з опадами             | 21,4                       | 18,5                       | 19,9                       | 16,6                       | 16,7                       | 17,7                       | 15,5                       | 14,7                       | 13,8                       | 18,4                       | 21,4                       | 21,9                       | 216,3                      |
| Днів з дощем               | 0,6                        | 0,2                        | 1,7                        | 6,6                        | 13,9                       | 17,6                       | 15,5                       | 14                         | 13                         | 8,9                        | 2,1                        | 0,1                        | 94,1                       |
| Днів зі снігом             | 21,3                       | 18,4                       | 19,7                       | 14,4                       | 7,6                        | 2,1                        | 0,6                        | 0,3                        | 2,6                        | 13,8                       | 20,9                       | 21,8                       | 143,5                      |
| -------------------------- | -------------------------- | -------------------------- | -------------------------- | -------------------------- | -------------------------- | -------------------------- | -------------------------- | -------------------------- | -------------------------- | -------------------------- | -------------------------- | -------------------------- | -------------------------- |
| Джерело: Weatherbase       |                            |                            |                            |                            |                            |                            |                            |                            |                            |                            |                            |                            |                            |